# Supe Puerto
Supe Puerto est une petite ville portuaire du centre du Pérou dans la province de Barranca dans la région de Lima.
Elle est la localité la plus proche du site archéologique d'Aspero de la plus ancienne civilisation en Amérique du sud, la Civilisation de Caral.